# Palazzo Giovanelli (Santa Croce)
Palazzo Foscarini Giovanelli (conosciuto anche come palazzo Foscarini Giovanelli) è un palazzo di Venezia, ubicato nel sestiere di Santa Croce, affacciato sul lato destro del Canal Grande e sul rio di San Zan Degolà, non distante dal Fondaco dei Turchi